# New Haven (Vermont)
New Haven es un pueblo ubicado en el condado de Addison en el estado estadounidense de Vermont. En el año 2010 tenía una población de 1.727 habitantes y una densidad poblacional de 15,96 personas por km².

## Geografía
New Haven se encuentra ubicado en las coordenadas 44°6′31″N 73°10′15″O / 44.10861, -73.17083.

## Demografía
Según la Oficina del Censo en 2000 los ingresos medios por hogar en la localidad eran de $47,014 y los ingresos medios por familia eran $52,083. Los hombres tenían unos ingresos medios de $33,352 frente a los $22,721 para las mujeres. La renta per cápita para la localidad era de $21,321. Alrededor del 5.1% de la población estaban por debajo del umbral de pobreza.